# 장직방
장직방(張直方, Zhang Zhifang, ? ~ 881년 1월 23일?)은 중국 당나라 후기의 무장이다. 노룡군 절도사(盧龍軍節度使. 현 허베이성 베이징 시) 장중무(張仲武)의 아들로, 아버지의 사후 그의 뒤를 이어 노룡군 절도사가 되었다. 그러나 병사들의 반란을 두려워하여 장안(長安)으로 달아났고, 이후 조정에서 금군(禁軍) 대장을 역임하였다. 희종 때 황소의 반란군이 장안에 들어서자, 황소가 새로 건국한 대제(大齊)에 투항하였으나, 그를 전복시키려고 기도하였다가 사전에 탄로나서 처형되었다.

## 생애

### 출신 배경
장직방의 출생연대에 관한 기록은 남아있지 않다. 그의 아버지 장중무는 841년, 장강(張絳)으로부터 노룡군(盧龍軍. 현 허베이성 베이징 시) 번진(藩鎭)을 관군의 실질적인 지원 없이 탈취, 점거하였다. 이후, 그는 절도사로서 사실상 조정으로부터 독립 상태나 다름없는 노룡군을 지배하였다. 그러나 무종이 추진한 위구르 칸국의 잔여세력 소탕전과 당시 최대의 세습 군벌이었던 소의군(昭義軍. 현 산시성 창즈시)의 유진(劉稹) 토벌전에서는 무종의 명에 따랐으므로, 그로 인하여 조정과의 강력한 유대 관계를 선호하게 되었다.
이 무렵, 장직방은 아버지로부터 절도압아(節度押牙. 절도사의 의장과 시위(侍衛)를 담당하는 직책)에 임명되었다. 아버지 장중무는 849년에 사망하였다(당시 무종은 죽고 없었고, 그의 뒤를 이어 즉위한 삼촌 선종의 치세였다). 노룡군 내부의 장병들은 그의 후임으로 장직방을 추대하였다. 이에 따라, 그 해 4월에 선종은 그를 유후(留後)에 임명하였고, 6월에는 정식으로 절도사에 임명하였다.

### 노룡군 절도사 시대
그러나 장직방은 포악하고 잔인하였고, 사냥하러 놀러 다니는 것을 좋아하였다. 게다가 술을 좋아하여 사병들을 모욕하고 학대하기까지 하였다. 이로 인해, 그는 노룡군 장병들에게서 거의 급속도로 멀어져 갔다. 급기야 그 해(849년) 11월, 장병들은 그를 타도하고자 반란을 획책하기에 이르렀다. 이를 알게 된 장직방은 두려워한 나머지 사냥을 나가 있었다는 핑계를 대고, 결국 그의 가족들을 데리고 장안으로 달아났다. 이에 노룡군 내부의 장병들은 장직방 대신 아장(牙將) 주침을 유후로 추대하였다.

### 금군 대장 시대
장직방이 장안에 도착하자, 선종은 사자를 보내 그를 교외에서 맞이하게 하였고, 좌금오위대장군(左金吾衛大將軍)에 임명하였다. 이때 그가 대가족을 보유하고 있었기 때문에, 선종은 그를 검교공부상서(檢校工部尙書) 직을 수여하였다. 오래지 않아, 다시 검교상서우복야(檢校尙書右僕射)로 승진하였다.
하지만, 그는 여전히 불법 행위를 계속 일삼았고, 그의 포악하고 잔혹한 성격도 전혀 고쳐지지 않았다. 한번은 금오사(金吾使)가 사형에 처해질 것까지도 없는 사소한 잘못을 범하자, 장직방이 이를 트집 잡아서 몽둥이로 때려죽인 일이 있었다. 이로 인해, 좌금오위대장군에서 우우림통군(右羽林統軍)으로 좌천되었다. 그는 말을 달려 사냥하는 것을 좋아하여, 가는 곳마다 그물을 길에다 부설하였다. 이후에도 사냥을 여러 차례 계속하였고, 제때 숙위(宿衛. 당직근무)에조차도 돌아오지 않을 정도로, 점차 금군(禁軍) 대장으로서의 임무를 망각하게 되었다. 그 결과, 851년에는 더욱 직급이 낮은 좌효위장군(左驍衛將軍)으로 좌천되었다. 하지만, 그의 불법 행위는 계속되었고, 집안의 하인들이 사소한 잘못이 있으면, 종종 이를 트집 잡아서 죽이기까지 했다. 결국 그 죄가 점차 누적되어, 그 이듬해인 852년에 은주사호(恩州司戶. 현 광둥성 장먼 시)로 강등되기에 이르렀다.
오랜 세월이 지난 후, 장직방은 곧바로 조정으로 소환되어, 다시 우우림통군에 제수되었다. 하지만 얼마 못가서, 부하들로 하여금 강도짓을 일삼고 다니게 내버려 둔 죄로 강주사마(康州司馬. 현 광둥성 자오칭 시)로 좌천되었다. 이후 그는 동도(東都. 낙양)에서 살게 되었는데, 여기서도 다시 사냥으로 유명해졌다. 그의 사냥은 점점 더 심해져 갔는데, 낙양을 날아다니던 새들이 모두 그것을 알고 반드시 떼지어 지저귀는 것이 보일 정도였다고 한다.
선종의 손자인 희종 때인 건부 연간(874년 ~ 879년)에 장직방은 장안으로 다시 소환되어 좌효위대장군(左驍衛大將軍)에까지 승진하였다. 이 무렵, 호부(戶部)에서는 많은 액수의 급여를 제때 지급할 수가 없었다. 이에 당시의 재상 정전(鄭畋)이 장직방 대신 그를 위하여 상주하였다. 정전은 무종 때 장중무의 공적이 으뜸이었는데, 지금 장직방이 사실상 가난하게 살고 있으므로, 아버지의 공적을 기념하여 최소한 그를 마땅히 우대해 주어야 한다고 주장하였다. 이에 따라, 희종은 조서를 내려 장직방을 다시 검교우복야로 임명하고, 좌금오위대장군으로 복직시켰다.

### 황소에게로 투항, 그리고 죽음
880년, 황소의 난으로, 희종은 장안을 버리고 성도로 망명하였다. 그 해 연말에 황소 군의 선봉이 마침내 장안에 입성하였다. 이때, 장직방은 수십 명의 문무백관들을 거느리고, 패상(霸上. 현 산시성 시안시 동부. 혹은 패상(灞上)・패교(灞橋) 등으로도 표기하는 경우도 많다)에서 황소를 맞이하였다. 이후 장안을 점령한 황소는 스스로 황제의 자리에 올라 새로운 대제(大齊)의 건국을 선포하였고, 항복한 군인들에게도 벼슬을 차등 있게 주었는데, 이때 장직방도 황소에게서 관직을 받았다. 하지만, 그는 전직 재상 유업(劉鄴) 및 현직 재상 두로전(豆盧瑑)・최항(崔沆) 등 장안을 탈출하려다가 미처 희종을 따라가지 못한 많은 당나라 관리들을 자기 집의 벽 안에다가 숨겨 주는 한편, 망명자들을 대량으로 받아들였다. 희종의 복귀를 바라던 그는 급기야 황소를 습격하려는 음모를 꾸미기에 이르렀다. 그러나, 이것이 사전에 발각되어 그의 가족들과 함께 처형되었다.

## 참고 자료
- 《구당서》, 권 180 - 열전(列傳) 제130
- 《신당서》, 권 212 - 열전 제212 번진노룡(藩鎭盧龍)
- 《자치통감》, 권 247・248・249・254

| 전임 장중무 | 노룡군 절도사 849년 | 후임 주침 |